# Élément synthétique

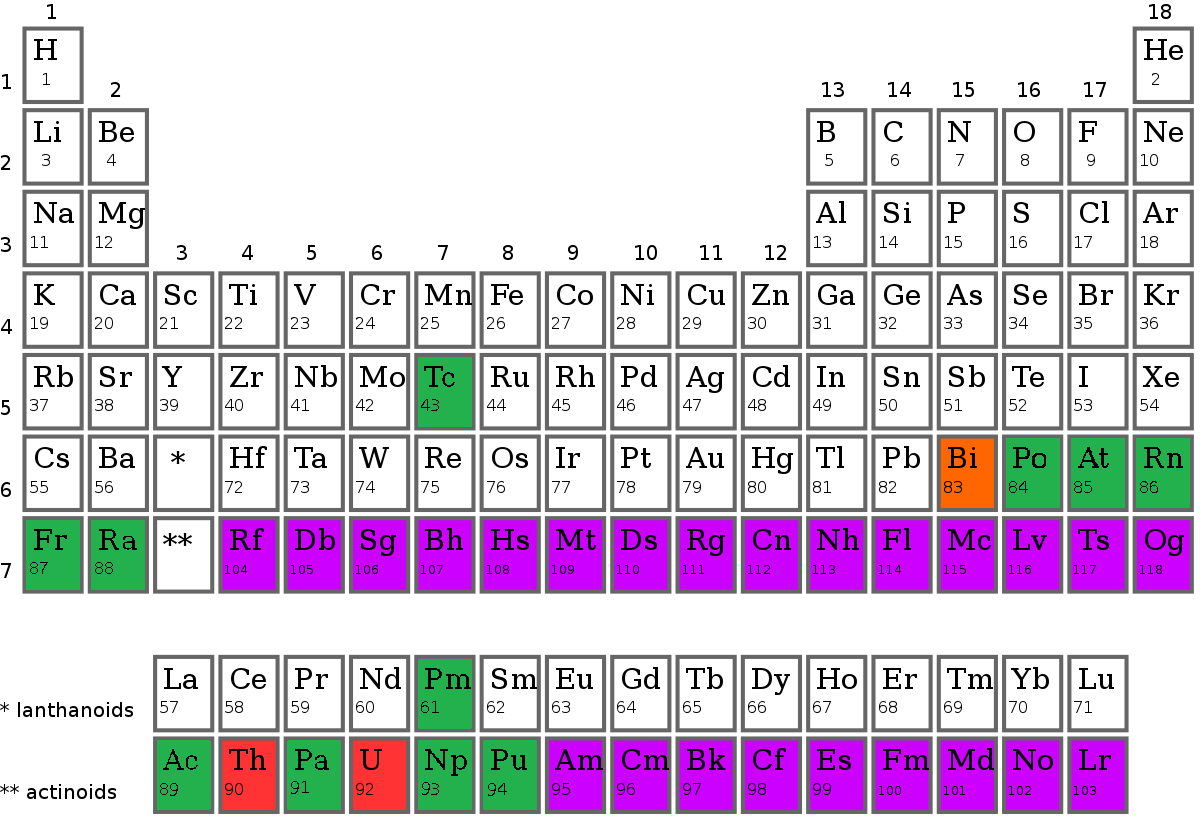
Élément synthétique

En chimie, un élément synthétique est un élément chimique absent du milieu naturel et qui, pour être observé, doit être produit artificiellement par une réaction nucléaire. Il peut s'agir d'éléments qui étaient présents lors de la formation de la Terre mais se sont désintégrés depuis lors, ou bien d'éléments trop lourds pour avoir pu être formés par nucléosynthèse stellaire — hormis, dans certains cas, lors d'explosions de supernovae. À la première catégorie appartiennent tous les éléments synthétiques de numéro atomique allant jusqu'à 94 (qui correspond au plutonium) et dont aucun isotope n'a une durée de vie supérieure à 400 millions d'années (1 ⁄10 de l'âge de la Terre) : ces éléments ne sont plus présents sur Terre qu'à l'état de traces, hormis ceux qui résultent de la désintégration du thorium ou de l'uranium et qui sont continuellement reformés (comme le radium, le radon et le polonium). À la seconde catégorie appartiennent tous les éléments dont le numéro atomique est strictement supérieur à 94.

## Éléments présents sur Terre seulement à lʼétat de traces
Il existe neuf éléments[réf. souhaitée] trouvés naturellement sur Terre seulement à lʼétat de traces et qui doivent être synthétisés pour en disposer en quantité significative. L'exemple typique est le plutonium, dont on trouve des traces dans le minerai d'uranium mais qui est synthétisé dans les réacteurs nucléaires pour disposer de quantités suffisantes de matériau fissile. Il en va de même du technétium, dont l'isomère technétium 99m est très largement utilisé en médecine nucléaire, et qui doit être synthétisé à partir de molybdène 99 lui-même synthétisé par irradiation de combustible nucléaire dans des centrales dédiées. Hormis le polonium, le francium, l'actinium et le protactinium, ces éléments sont généralement considérés comme synthétiques au même titre que les autres dans la mesure où ils ont été observés pour la première fois comme produits de réactions nucléaires en laboratoire avant de s'avérer être également présents dans le milieu naturel à l'état de traces :
| Élément      | Symbole | Z  | Découverte                                                                                   | Découverte                           |
| ------------ | ------- | -- | -------------------------------------------------------------------------------------------- | ------------------------------------ |
| Technétium   | Tc      | 43 | Caractérisation dans du molybdène soumis à activation neutronique                            | UNIPA, 1936                          |
| Prométhium   | Pm      | 61 | Caractérisation dans les produits de fission de l'uranium                                    | ORNL, 1945                           |
| Polonium     | Po      | 84 | Caractérisation à partir de pechblende                                                       | P & M. Curie, 1898                   |
| Astate       | At      | 85 | Synthèse par fusion nucléaire : 4 2He + 209 83Bi → 213 85At* → 211 85At + 2 1 0n             | LBNL, 1940                           |
| Francium     | Fr      | 87 | Caractérisation à partir d'un échantillon d'actinium 227 89Ac                                | Institut Curie, 1939                 |
| Actinium     | Ac      | 89 | Caractérisation à partir de pechblende Caractérisation comme substance semblable au lanthane | A.-L. Debierne, 1899 F. Giesel, 1902 |
| Protactinium | Pa      | 91 | Caractérisation à partir d'uranium                                                           | K. Fajans, 1913                      |
| Neptunium    | Np      | 93 | Synthèse par capture neutronique : 1 0n + 238 92U → 239 92U → 239 93Np + β−                  | LBNL, 1940                           |
| Plutonium    | Pu      | 94 | Synthèse par fusion nucléaire : 238 92U (2 1D, 21 0n) 238 93Np → 238 94Pu + β−               | LBNL, 1940                           |

## Éléments synthétiques
Par définition, les éléments synthétiques sont absents du milieu naturel terrestre. Depuis la découverte de la fission nucléaire en 1938, on a produit artificiellement 26 éléments et des centaines d'isotopes. Il s'agit en premier lieu des actinides transuraniens jusqu'au lawrencium, puis des transactinides :
| Élément       | Symbole | Z   | Première réaction de synthèse validée par l'IUPAC                                                        | Première réaction de synthèse validée par l'IUPAC |
| ------------- | ------- | --- | --- | ------------------------------------------------- |
| Américium     | Am      | 95  | 2 1 0n + 239 94Pu → 241 94Pu → 241 95Am + β−                                                             | LBNL, 1944                                        |
| Curium        | Cm      | 96  | 4 2He + 239 94Pu → 243 96Cm → 242 96Cm + 1 0n                                                            | LBNL, 1944                                        |
| Berkélium     | Bk      | 97  | 4 2He + 241 95Am → 245 97Bk → 243 97Bk + 2 1 0n                                                          | LBNL, 1949                                        |
| Californium   | Cf      | 98  | 4 2He + 242 96Cm → 246 98Cf → 245 98Cf + 1 0n                                                            | LBNL, 1950                                        |
| Einsteinium   | Es      | 99  | 1 0n + 252 98Cf → 253 98Cf → 253 99Es + β−                                                               | LBNL, 1954                                        |
| Fermium       | Fm      | 100 | 1 0n + 253 99Es → 254 99Es → 254 100Fm + β−                                                              | LBNL, 1954                                        |
| Mendélévium   | Md      | 101 | 4 2He + 253 99Es → 257 101Md → 256 101Md + 1 0n                                                          | LBNL, 1955                                        |
| Nobélium      | No      | 102 | 22 10Ne + 238 92U → 260 102No* → 254 102No + 6 1 0n                                                      | JINR, 1966                                        |
| Lawrencium    | Lr      | 103 | 11 5B + 252 98Cf → 263 103Lr* → 258 103Lr + 5 1 0n 18 8O + 243 95Am → 261 103Lr* → 256 103Lr + 5 1 0n    | LBNL, 1961 JINR, 1965                             |
| Rutherfordium | Rf      | 104 | 22 10Ne + 242 94Pu → 264 104Rf* → 259 104Rf + 5 1 0n 12 6C + 249 98Cf → 261 104Rf → 257 104Rf + 4 1 0n   | JINR, 1964 LBNL, 1969                             |
| Dubnium       | Db      | 105 | 22 10Ne + 243 95Am → 265 105Db* → 260 105Db + 5 1 0n 15 7N + 249 98Cf → 264 105Db* → 260 105Db + 4 1 0n  | JINR, 1968 LBNL, 1970                             |
| Seaborgium    | Sg      | 106 | 54 24Cr + 208 82Pb → 262 106Sg* → 260 106Sg + 2 1 0n 18 8O + 249 98Cf → 267 106Sg* → 263m 106Sg + 4 1 0n | JINR, 1974 LBNL, 1974                             |
| Bohrium       | Bh      | 107 | 54 24Cr + 209 83Bi → 263 107Bh* → 262 107Bh + 1 0n                                                       | GSI, 1981                                         |
| Hassium       | Hs      | 108 | 58 26Fe + 208 82Pb → 266 108Hs* → 265 108Hs + 1 0n                                                       | GSI, 1984                                         |
| Meitnérium    | Mt      | 109 | 58 26Fe + 209 83Bi → 267 109Mt* → 266 109Mt + 1 0n                                                       | GSI, 1982                                         |
| Darmstadtium  | Ds      | 110 | 62 28Ni + 208 82Pb → 270 110Ds* → 269 110Ds + 1 0n                                                       | GSI, 1994                                         |
| Roentgenium   | Rg      | 111 | 64 28Ni + 209 83Bi → 273 111Rg* → 272 111Rg + 1 0n                                                       | GSI, 1994                                         |
| Copernicium   | Cn      | 112 | 70 30Zn + 208 82Pb → 278 112Cn* → 277 112Cn + 1 0n                                                       | GSI, 1996                                         |
| Nihonium      | Nh      | 113 | 209 83Bi + 70 30Zn → 279 113Nh* → 278 113Nh + 1 0n                                                       | RIKEN, 2004                                       |
| Flérovium     | Fl      | 114 | 48 20Ca + 244 94Pu → 292 144Fl* → 289 144Fl + 3 1 0n                                                     | JINR, 1998                                        |
| Moscovium     | Mc      | 115 | 48 20Ca + 243 95Am → 291 115Mc* → 287 115Mc + 4 1 0n                                                     | JINR, 2003                                        |
| Livermorium   | Lv      | 116 | 48 20Ca + 248 96Cm → 296 116Lv* → 293 116Lv + 3 1 0n                                                     | JINR, 2000                                        |
| Tennesse      | Ts      | 117 | 48 20Ca + 249 97Bk → 297 117Ts* → 293 117Ts + 4 1 0n                                                     | JINR, 2010                                        |
| Oganesson     | Og      | 118 | 48 20Ca + 249 98Cf → 297 118Og* → 294 118Og + 3 1 0n                                                     | JINR, 2002                                        |